# Thomas Smith
Pour les articles homonymes, voir Thomas Smith (homonymie) et Smith.
Thomas Smith (né le 23 décembre 1513 à Saffron Walden, dans le comté d'Essex, mort le 12 août 1577), est un juriste et homme d'État anglais de l'époque élisabéthaine.

## Biographie
Fellow de Queens' College (Cambridge) en 1530, Thomas Smith reçoit le grade de professeur (public lecturer) en 1533. Il donne des cours de philosophie naturelle et de grec ancien. Il voyage sur le continent à partir de 1540, étudiant en France et en Italie (il est diplômé en droit à l'Université de Padoue), et regagne Cambridge en 1542.
Chef de file de la réforme de l'enseignement du grec, ses propositions pour la prononciation restituée de cette langue, très controversées, sont finalement adoptées par tous. Sir John Cheke et lui-même sont alors les deux universitaires les plus en vue d'Angleterre. En janvier 1544, il est nommé professeur royal (Regius Professor) de droit civil et devient vice-chancelier de l'université dans l'année. En 1547, il est prévôt du Collège d'Eton et doyen de Carlisle.
Il est l'un des premiers à se convertir au Protestantisme, ce qui le met au-devant de la scène au couronnement d'Édouard VI. Il amorce sa carrière politique sous la régence du duc de Somerset, en tant que Secrétaire d'État, chargé d'importantes mission auprès du Saint-Empire à Bruxelles. Anobli en 1548, il est déchu de tous ses titres lors du couronnement de Marie Ire, mais revient en faveur sous Élisabeth Ire. Député, il sert en 1562 comme ambassadeur en France, où il reste en poste jusqu'en 1566 ; il y retourne quelques mois en 1572. Avec Henry Sidney et Humphrey Gilbert, il est chargé en 1569 de la planification des colonies d'Ulster, au bénéfice de nobles du Devon. Proche conseiller de la reine Élisabeth, il devient en 1572 chancelier de l'Ordre de la Jarretière et Secrétaire d'État.

## Œuvres
- De Republica Anglorum; the Manner of Government or Policie of the Realme of England, rédigé entre 1562 et 1565, ne parut qu'en 1583.